# NAS Award for the Industrial Application of Science
Der NAS Award for the Industrial Application of Science wird seit 1990 von der National Academy of Sciences verliehen für wissenschaftliche Leistungen mit bedeutenden, dem Allgemeinwohl dienenden industriellen Anwendungen.

## Preisträger
- 1990 Carl Djerassi für Beiträge zur Steroidchemie und das erste erfolgreiche orale Verhütungsmittel.
- 1993 Nick Holonyak für Halbleitermaterialien und -geräte, einschließlich praktischer Lichtemittierender Dioden (LED)
- 1996 John H. Sinfelt für die Entdeckung des Prinzips der Bimetall-Cluster-Katalyse und den weit verbreiteten Katalysator für bleifreies Benzin.
- 1999 Ralph F. Hirschmann für den chemischen Entwurf und die Synthese zahlreicher Medikamente, wie entzündungshemmende Steroide und Mittel gegen Bluthochdruck.
- 2002 Craig Venter für seine führende Rolle im Sequenzierungsprojekt des menschlichen Genoms, die Verwendung von Expressed Sequence Tags in der Genanalyse und der Analyse des Genoms von Mikroben.
- 2005 Philip Needleman für die Aufklärung des Stoffwechsels von Arachidonsäure und dessen Rolle bei Krankheiten und der Erzeugung von Prostacyclin und Thromboxan.
- 2008 Robert Fraley für Technologien die die ersten transgenen Getreidesorten ermöglichten.
- 2011 H. Boyd Woodruff für verschiedene Antibiotika, Vitamin B 12 und die Avermectine.
- 2014 James C. Liao für die Produktion höherer Alkohole als Biotreibstoff aus Zucker, Zellulose, Proteinabfällen oder Kohlendioxid.
- 2017 Robert H. Dennard für grundlegende Beiträge zur Mikroelektronik mit der Erfindung des DRAM und CMOS-Skalierung.
- 2020 Shuji Nakamura für die Entwicklung von Galliumnitrid-LEDs
- 2023 Geoffrey W. Coates für verschiedene nachhaltige Materialien